# Ratzeputz

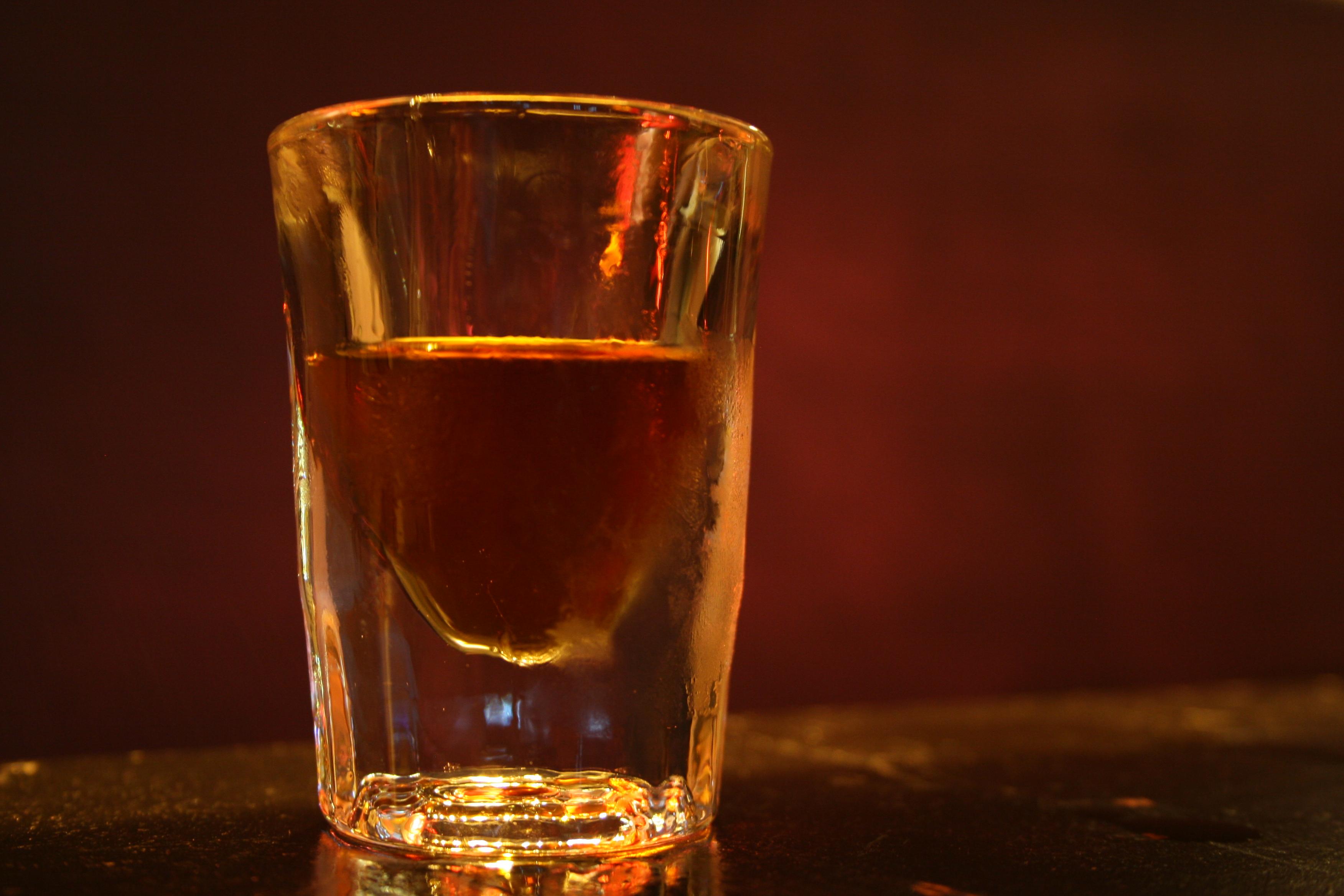
Verre de Ratzeputz.

Le Ratzeputz est le nom d'une eau-de-vie de la distillerie C.W. Baland & Langebartels, à Celle, près de Hanovre, en Allemagne. Son goût provient des extraits de racine de gingembre qui doivent avoir des effets bienfaisants sur l'estomac.
La recette actuelle (de 2006) du Ratzeputz contient 58 % d'alcool, les anciennes recettes étaient d'un plus haut degré. Ce digestif ressenti comme très épicé par certains consommateurs provoque un goût persistant longtemps dans la bouche et la gorge.
En 1877 Peter Weidmann, distillateur à Celle, a créé le Ratzeputz. Dans la Lande de Lunebourg, le Ratzeputz est une spécialité de spiritueux très alcoolisée très connue. Son goût de gingembre fort mais fin fait sa réputation. 
Jusqu'à ces dernières années, le Ratzeputz était fait dans le centre-ville de Celle. Mais la forte odeur qui se dégageait a obligé la distillerie à déménager dans une zone industrielle à l'ouest de la ville. Aujourd'hui une production artisanale demeure à Celle, tandis qu'une une usine se trouve à Oelde, en Rhénanie-du-Nord-Westphalie. Cet alcool est distribué à l'international.